# Roberto Ambrogio Sanseverino
Roberto Ambrogio Sanseverino (1500 – Busseto, 1º marzo 1532) è stato un generale italiano.

## Biografia
Era figlio di Gianfrancesco e di Barbara Gonzaga. Il 5 novembre 1516 sposò Ippolita Cybo dei conti di Ferentillo (1503-prima del 1555), sorella dell'omonimo cardinale Innocenzo.
Servì in diversi degli eserciti operanti in Italia agli inizi del XVI secolo: Stato della Chiesa, Impero, Repubblica di Venezia e Regno di Francia. Negli ultimi anni della sua carriera passò all'esercito del Regno di Francia di cui venne nominato generale di cavalleria.
Nel 1527 dopo avere disertato con i propri uomini l'esercito imperiale in polemica per motivi economici, l'imperatore Carlo V gli confiscò la contea di Caiazzo.
Nel novembre 1529 fu nominato governatore di Bergamo.
Nel luglio 1531 passa al servizio del Re di Francia.
Morì per un attacco di epilessia anche se si sospetta un avvelenamento a seguito di una cena col marchese Girolamo Pallavicino.

## Discendenza
Dalla moglie ebbe due figlie, eredi della contea di Colorno:
- Maddalena (1520 - 1551), rapita nel 1539 da Giulio Cesare de' Rossi figlio di Troilo I, marchese di San Secondo, fu quindi costretta a sposarlo;[5]
- Lavinia (? -  novembre 1578[6]), investita Contessa di Colorno nel 1544, sposò nel 1549 il cugino Gianfrancesco Sanseverino, (? - 21 maggio 1570[6]), avendone tre figli:
  - Roberto (morto a 13 anni);
  - Barbara (1550 - 1621), sposò prima Giberto IV Sanvitale, avendone un figlio, e poi Orazio Simonetta;
  - Giulia (155.. -  8 marzo 1577[7]), sposò nel 1564 Giovanni Battista Borromeo, conte di Arona, che fu anche il suo assassino.

Ebbe anche un figlio naturale:
- Gian Galeazzo (1527/8 - gennaio 1575), condottiero al servizio della Francia[2], Conte di Caiazzo dal 1539, Conte di Colorno dal 1570[6]. Accusato di essere ugonotto, subì una breve prigionia fra il dicembre 1570 e il settembre 1571[7].

## Ascendenza
|                                                          |                                              |                                              | Genitori                                               |  |  | Nonni |  |  | Bisnonni             |  |  | Trisnonni            |  |
|                                                          |                                              |                                              |                                                        |  |  |       |  |  | Leonetto Sanseverino |  |  | Bernardo Sanseverino |  |
|                                                          |                                              |                                              |                                                        |  |  |       |  |  | Leonetto Sanseverino |  |  | Bernardo Sanseverino |  |
|                                                          |                                              | …                                            |                                                        |  |  |       |  |  | Leonetto Sanseverino |  |  |                      |  |
| Roberto Sanseverino d'Aragona, I conte di Caiazzo        |                                              |                                              |                                                        |  |  |       |  |  | Leonetto Sanseverino |  |  |                      |  |
|                                                          |                                              | Elisa Sforza                                 | Giacomo "Muzio" Attendolo "Sforza", conte di Cotignola |  |  |       |  |  |                      |  |  |                      |  |
|                                                          |                                              | Elisa Sforza                                 | Giacomo "Muzio" Attendolo "Sforza", conte di Cotignola |  |  |       |  |  |                      |  |  |                      |  |
|                                                          |                                              | Elisa Sforza                                 | Lucia Terzani                                          |  |  |       |  |  |                      |  |  |                      |  |
| Gianfrancesco Sanseverino d'Aragona, II conte di Caiazzo |                                              | Elisa Sforza                                 |                                                        |  |  |       |  |  |                      |  |  |                      |  |
|                                                          |                                              | Giovanni da Correggio                        | Gherardo VI, signore di Correggio                      |  |  |       |  |  |                      |  |  |                      |  |
|                                                          |                                              | Giovanni da Correggio                        | Gherardo VI, signore di Correggio                      |  |  |       |  |  |                      |  |  |                      |  |
|                                                          |                                              | Giovanni da Correggio                        | …                                                      |  |  |       |  |  |                      |  |  |                      |  |
| Giovanna da Correggio                                    |                                              | Giovanni da Correggio                        |                                                        |  |  |       |  |  |                      |  |  |                      |  |
|                                                          |                                              | Elisabetta Gonzaga                           | …                                                      |  |  |       |  |  |                      |  |  |                      |  |
|                                                          |                                              | Elisabetta Gonzaga                           | …                                                      |  |  |       |  |  |                      |  |  |                      |  |
|                                                          |                                              | Elisabetta Gonzaga                           | …                                                      |  |  |       |  |  |                      |  |  |                      |  |
| Roberto Ambrogio Sanseverino, III conte di Caiazzo       |                                              | Elisabetta Gonzaga                           |                                                        |  |  |       |  |  |                      |  |  |                      |  |
|                                                          | Ludovico III Gonzaga, II marchese di Mantova | Gianfrancesco Gonzaga, I marchese di Mantova |                                                        |  |  |       |  |  |                      |  |  |                      |  |
|                                                          | Ludovico III Gonzaga, II marchese di Mantova | Gianfrancesco Gonzaga, I marchese di Mantova |                                                        |  |  |       |  |  |                      |  |  |                      |  |
|                                                          | Ludovico III Gonzaga, II marchese di Mantova | Paola Malatesta                              |                                                        |  |  |       |  |  |                      |  |  |                      |  |
| Gianfrancesco Gonzaga, I conte di Sabbioneta             | Ludovico III Gonzaga, II marchese di Mantova |                                              |                                                        |  |  |       |  |  |                      |  |  |                      |  |
|                                                          |                                              | Barbara di Brandeburgo-Kulmbach              | Giovanni, margravio di Brandeburgo-Kulmbach            |  |  |       |  |  |                      |  |  |                      |  |
|                                                          |                                              | Barbara di Brandeburgo-Kulmbach              | Giovanni, margravio di Brandeburgo-Kulmbach            |  |  |       |  |  |                      |  |  |                      |  |
|                                                          |                                              | Barbara di Brandeburgo-Kulmbach              | Barbara di Sassonia-Wittenberg                         |  |  |       |  |  |                      |  |  |                      |  |
| Barbara Gonzaga di Sabbioneta                            |                                              | Barbara di Brandeburgo-Kulmbach              |                                                        |  |  |       |  |  |                      |  |  |                      |  |
|                                                          |                                              | Pirro del Balzo, principe di Altamura        | Francesco II del Balzo, duca di Andria                 |  |  |       |  |  |                      |  |  |                      |  |
|                                                          |                                              | Pirro del Balzo, principe di Altamura        | Francesco II del Balzo, duca di Andria                 |  |  |       |  |  |                      |  |  |                      |  |
|                                                          |                                              | Pirro del Balzo, principe di Altamura        | Sancia di Chiaromonte                                  |  |  |       |  |  |                      |  |  |                      |  |
| Antonia del Balzo                                        |                                              | Pirro del Balzo, principe di Altamura        |                                                        |  |  |       |  |  |                      |  |  |                      |  |
|                                                          |                                              | Maria Donata Orsini del Balzo                | Gabriele Orsini del Balzo, duca di Venosa              |  |  |       |  |  |                      |  |  |                      |  |
|                                                          |                                              | Maria Donata Orsini del Balzo                | Gabriele Orsini del Balzo, duca di Venosa              |  |  |       |  |  |                      |  |  |                      |  |
|                                                          |                                              | Maria Donata Orsini del Balzo                | Giovanna Caracciolo di Capua                           |  |  |       |  |  |                      |  |  |                      |  |
|                                                          |                                              | Maria Donata Orsini del Balzo                |                                                        |  |  |       |  |  |                      |  |  |                      |  |